# Тайсин, Вафир Нурисламович
Вафир Нурисламович Тайсин (6 августа 1927 года — 10 января 1995 года) — тракторист колхоза «Кызыл сабан» Альмухаметовской МТС. Герой Социалистического Труда.

## Биография
Вафир Нурисламович Тайсин родился 6 августа 1927 г. в с. Амангильде Абзелиловского района БАССР.
Образование - неполное среднее.
Трудовую деятельность начал в 1942 г. в колхозе «Кызыл сабан» Абзелиловского района. Окончив курсы трактористов, с 1943 г. работал трактористом колхоза «Кызыл сабан» и Альмухаметовской МТС.
В 1950 году Вафир Нурисламович возглавил тракторную бригаду. Бригада, руководимая В. Н. Тайсиным, в 1954-1955 гг. подняла в своем районе 2 100 гектаров целинных и залежных земель. В первый же год новые земли дали по 13,1 центнера пшеницы с гектара. В 1956 г. бригада посеяла яровые на площади 2 750 гектаров за десять дней. Урожай с этой площади в среднем составил по 20 центнеров с гектара. Внедряя в производство передовые приемы агротехники, бригадир заботился о снижении затрат горюче-смазочных материалов на производство центнера зерна. Бригада в 1954-1956 гг. сэкономила 10,2 тонны горючего.
За особые заслуги в освоении целинных и залежных земель, проведении уборки урожая и хлебозаготовок в 1956 г. Указом Президиума Верховного Совета СССР от 11 января 1957 г. В. Н. Тайсину присвоено звание Героя Социалистического Труда.
До ухода на пенсию в 1987 г. работал трактористом-машинистом в совхозе «Урал».
Тайсин Вафир Нурисламович   умер 5 января 1995 года.

## Награды
- Герой Социалистического Труда (19)
- Награждён орденами Ленина (1957), «Знак Почёта» (1971), медалями.